# 프랑스의 제위 계승 순위 (보나파르트 왕가)
프랑스 제2제국은 1870년 보불전쟁에서 패하면서 몰락한다. 하지만 보나파르트 왕가는 현재 유지되고 있으며, 이름뿐인 작위 역시 같이 계승되고 있다. 베스트팔렌의 왕위도 같이 계승된다. 현재 프랑스의 황제는 나폴레옹 7세 샤를과 그의 아들인 장 크리스토퍼 나폴레옹이다.

## 제위 계승 순위
1. 장 크리스토퍼 나폴레옹 (1986년), 샤를 나폴레옹 보나파르트의 아들.
2. 루이 나폴레옹 (2022년), 장 크리스토퍼 나폴레옹의 아들.
3. 제롬 자비에 보나파르트 (1957년), 나폴레옹 공 루이의 아들.